# Pälle Näver
Pälle Näver, egentligen Josef Herman Elander Högstedt, född 12 juli 1897 i Stenberga församling i Jönköpings län, död 15 januari 1986 i Stenberga församling, var en svensk författare, känd som poet under pseudonymen Pälle Näver.

## Biografi
Pälle Näver var son till korpralen och poeten Algot Högstedt (1862–1923) och Hilda Maria Stålgren (1876–1953) som gifte sig först 1899. De bodde 1900 i Högarps by i Stenberga, i nuvarande Vetlanda kommun.
Pälle Näver bodde under större delen av sitt liv strax utanför Stenberga på torpet Alphyddan, eller som det kom att kallas Näverlunda, vilket fadern hade uppfört. Hans skolutbildning bestod förutom folkskolan av två månader vid Karlskoga folkhögskola. Han hade från början tänkt bli militär liksom fadern och tog i tjugoårsåldern värvning, men tvingades snart att lämna det militära på grund av sjukdom. Under sjukdomstiden fick han tid att skriva och snart var han poet på heltid. Han återvände till faderns torp och flyttade dit flera hus och 1945 flyttade han även dit sin diktarstuga Vättehult. Förutom diktare var han även musiker.
Sin första dikt publicerade han i Östgöta Correspondenten 1920 och 1923 utkom den första diktsamlingen. Pälle Näver hade varit en figur i en tidningsnovell som han skrivit tidigare och då han 1934 blev erbjuden att medverka i tidningen med en dikt i veckan valde han det namnet som sin signatur. Och som Pälle Näver fick han sitt stora genombrott. Hans dikter publicerades i dagstidningar och fick stor spridning i landet. Enligt dokumentärfilmen "Pälle Näver – en poet med glimten i ögat" (2013), av Mats Harrysson, skrev Pälle Näver en dikt i veckan i 44 år och de publicerades av som mest 33 olika dagstidningar.
Pälle Nävers diktning har en naturromantisk prägel, som ibland övergår i svärmeri. Med värme och ibland med religiösa förtecken hyllar han skapelsen just som den ter sig i en enkel blomma eller i ett blänk i en gömd skogstjärn vid solnedgång medan ugglors hoande anas från moarna — skog, ödemark och en ensam själ uppfylld av livsberusning. Han kan även visa upp en humoristisk sida med reminiscenser från Gustaf Frödings diktning, även om det aldrig, som hos Fröding, slår över i rena burleskerier.

### Tonsättningar i urval
- Den värld som icke är - Ultima Thule citerar dikten Utblick av Pälle Näver.
- Aftonpsalm (ett flertal tonsättningar,[5] bland annat av Tomas Boström och Håkan Stahre)

## Eftermäle
Pälle Näver ligger begravd på Stenberga kyrkogård. En byst är rest vid Stenberga hembygdsgård. En motorvagn, Y31 1402, som trafikerar Krösatågen i Småland och Halland, har fått namnet Pälle Näver. På hundraårsdagen av hans födelse bildades Pälle Näver-sällskapet, som den 12 juli varje år firar minnet av diktaren. År 2009 visade SVT filmen Pälle Näver: en poet med glimten i ögat av Mats Harrysson.

## Pälle Näver-stipendiet
Vid det årliga högtidlighållandet av Nävers minne utses en Pälle Näver-stipendiat, som bidragit till att främja minnet av Pälle Näver och hans diktning.
- 1997: Pär-Olof Högstedt, Pälle Nävers sonson.
- 1998: Arne Johansson, (Sven-Arne Jones), Helsingborg.
- 1999: Konstnären Håkan Stahre, Huskvarna.
- 2000: Silversmeden[11] Agne Allvin, Vetlanda.
- 2001: Musikproducenten Evan Ljunggren, Eksjö.
- 2002: Nävertolkaren Birger Axelsson, Grönskåra.
- 2003: Nävertolkarna Gun Svensson, Veddige och Susanne Kihl, Varberg.
- 2004: Nävertolkaren Wivi Johansson-Svahnberg.
- 2005: Tonsättaren Inga-Margareta Sjöqvist, Alingsås.
- 2006: Tonsättaren Björn Pettersson, Emmaboda.
- 2007: Journalisten Stig Tornehed, Växjö.
- 2008: Birger Magnusson, Virserum.
- 2009: Gudrun Gustavsson, Vetlanda.
- 2010: Musikproducenten Henrik Bengtsson, Eksjö.
- 2011: Lars-Gunnar Flink
- 2012: Ulrica Segehem, Stenberga.
- 2013: Inez Högstedt, Stenberga.
- 2014: Filmproducenten Mats Harrysson, Växjö.
- 2015: Researrangören Folke Johansson, Torup.
- 2016: Nävertolkaren Bengt Birgersson, Stockaryd.
- 2017: Föreningen Näverlundadalen.
- 2018: Nävertolkaren Jonathan Granefelt, Värnamo.
- 2019: Nävertolkaren Mattias Blomqvist, Malmbäck.
- 2024: Nävertolkaren och veteranen Sven-Olof Nilsson, Alvesta